# Falla de Anatolia del Norte
La falla de Anatolia del Norte (en turco: Kuzey Anadolu Fay Hattı) es una falla de desplazamiento de rumbo lateral derecha activa en el norte de Anatolia, Turquía, y es el límite entre la placa Euroasiática y la placa de Anatolia. La falla se extiende hacia el oeste desde una intersección con la falla de Anatolia Oriental en la triple unión de Karliova en el este. La falla de Anatolia del Norte es similar en muchos aspectos a la falla de San Andrés en California, Estados Unidos. Ambas son fallas transformantes continentales. Se extiende a través del norte de Turquía y hacia el mar Egeo con una longitud de 1500 kilómetros. Se extiende unos 20 km al sur de Estambul. El mar de Mármara, cerca de Estambul, es una cuenca de extensión similar al Salton Trough en California, donde una curva de liberación en el sistema de deslizamiento crea una cuenca de separación.

## Terremotos importantes
Desde el desastroso terremoto de Erzincan de 1939, ha habido siete terremotos de más de 7,0 de magnitud, cada uno de los cuales ha ocurrido en un punto progresivamente más al oeste. Los sismólogos que estudian este patrón creen que cada terremoto puede desencadenar el siguiente. Al analizar las tensiones a lo largo de la falla causadas por cada gran terremoto, pudieron predecir el terremoto de İzmit de 1999 que golpeó la ciudad de İzmit en la provincia de Kocaeli, con un efecto devastador, donde fallecieron más de 17 000 personas.
Se cree que la cadena no está completa y que pronto se producirá un terremoto más al oeste a lo largo de la falla, quizás cerca de la densamente poblada ciudad de Estambul. Las placas en la falla norte de Anatolia se atoran al deslizarse y cuando la presión se eleva por encima de cierto nivel de resistencia, las placas se mueven de manera súbita y violenta. El riesgo se complica con la extensión del material tectónico hacia regiones circunvecinas incluyendo el arco Helénico y de Chipre hacia el este y el mar Egeo hacia el norte.